# Диаспора (ботаника)
Диаспо́ра (греч. διασπορά — рассеяние, разбрасывание) — в ботанике: часть растения различной морфологической природы (спора, семя, плод, клубень и т. п.), естественно отделяющаяся от материнского организма и служащая для размножения и расселения.
Различают вегетативные диаспоры (клубень, луковица, выводковая почка) и генеративные (споры, семена, плоды, соплодия).
В качестве синонимов слова «диаспора» можно встретить термины «пропагула», «мигрула», «диссеминула», «гермула». В русской литературе встречается также термин «зачаток расселения», предложенный В. Н. Хитрово.

## Диаспорология
Наука, изучающая закономерности распространения диаспор, называется диаспороло́гией, или карпоэколо́гией.